# ریچارد تایسون
ریچارد تایسون (به انگلیسی: Richard Tyson) (زاده ۱۳ فوریه ۱۹۶۱) بازیگر آمریکایی است.
از فیلم‌های معروف او می‌توان به بازی در فیلم میدان نبرد زمین، یه چیزی راجع به مری هست، شعبده‌باز و سردسته اشاره کرد.